# Fredrikstad Fotballklubb 2016
Questa voce raccoglie le informazioni riguardanti il Fredrikstad Fotballklubb nelle competizioni ufficiali della stagione 2016.

## Stagione
Il 23 novembre 2015, Jan Halvor Halvorsen è stato nominato nuovo allenatore del Fredrikstad, legandosi al club con un contratto quadriennale. Il 16 dicembre 2015 sono stati compilati i calendari in vista della nuova stagione, con il Fredrikstad che avrebbe disputato la 1ª giornata nel weekend del 3 aprile ospitando il Levanger.
Il 1º aprile è stato sorteggiato il primo turno del Norgesmesterskapet 2016: il Fredrikstad avrebbe così fatto visita all'Østsiden. Al secondo turno, la squadra è stata sorteggiata contro il Moss.
Il 9 agosto, la dirigenza del Fredrikstad e l'allenatore Halvorsen hanno convenuto di separare le proprie strade, con la squadra al 14º posto in classifica. Nella stessa giornata, Mons Ivar Mjelde è stato annunciato come nuovo tecnico.
Il Fredrikstad ha poi chiuso l'annata all'11º posto finale in classifica, centrando la salvezza.

## Maglie e sponsor
Lo sponsor tecnico per la stagione 2016 è stato Umbro, mentre lo sponsor ufficiale è stato Stabburet. La divisa casalinga è composta da una maglietta bianca con inserti rossi, pantaloncini rossi e calzettoni bianchi. La divisa da trasferta è invece completamente nera, con rifiniture bianche.
| Casa | Trasferta |

## Rosa
| N. |                        | Ruolo | Calciatore               |
| -- | ---------------------- | ----- | ------------------------ |
| 1  | Norvegia (bandiera)    | P     | Håvar Grøntvedt Jenssen  |
| 2  | Norvegia (bandiera)    | D     | Magne Simonsen           |
| 3  | Inghilterra (bandiera) | D     | Netan Sansara            |
| 4  | Canada (bandiera)      | D     | Adam Straith             |
| 5  | Norvegia (bandiera)    | D     | Torben Halvorsen         |
| 6  | Norvegia (bandiera)    | C     | Patrik Karoliussen       |
| 7  | Norvegia (bandiera)    | A     | Badr Rahhaoui            |
| 9  | Norvegia (bandiera)    | A     | Steffen Nystrøm          |
| 10 | Danimarca (bandiera)   | A     | Sanel Kapidžić           |
| 11 | Norvegia (bandiera)    | C     | Kristian Brix            |
| 14 | Norvegia (bandiera)    | A     | Ulrik Flo                |
| 14 | Norvegia (bandiera)    | C     | Andreas Aalbu            |
| 16 | Norvegia (bandiera)    | C     | Filip Johansen Westgaard |

| N. |                      | Ruolo | Calciatore             |
| -- | -------------------- | ----- | ---------------------- |
| 17 | Norvegia (bandiera)  | D     | Brice Wembangomo       |
| 17 | Norvegia (bandiera)  | A     | Mats André Kaland      |
| 18 | Norvegia (bandiera)  | A     | Ludvig Begby           |
| 20 | Norvegia (bandiera)  | C     | Håvard Åsheim          |
| 21 | Norvegia (bandiera)  | A     | Monir Benmoussa        |
| 22 | Norvegia (bandiera)  | D     | Akinsola Akinyemi      |
| 23 | Norvegia (bandiera)  | D     | Erik Tønne             |
| 24 | Norvegia (bandiera)  | C     | Anas Farah Ali         |
| 25 | Finlandia (bandiera) | P     | Jon Masalin            |
| 26 | Norvegia (bandiera)  | D     | Martin Thømt Jensen    |
| 28 | Senegal (bandiera)   | A     | Moustapha N'Diaye      |
| 30 | Norvegia (bandiera)  | P     | Per Morten Kristiansen |
| 33 | Norvegia (bandiera)  | C     | Roger Risholt          |

## Calciomercato

### Sessione invernale(dal 01/01 al 31/03)
| Arrivi | Arrivi                 | Arrivi         | Arrivi     |
| R.     | Nome                   | da             | Modalità   |
| ------ | ---------------------- | -------------- | ---------- |
| P      | Per Morten Kristiansen |                | svincolato |
| D      | Akinsola Akinyemi      | Grorud         | definitivo |
| D      | Kristian Brix          |                | svincolato |
| D      | Torben Halvorsen       | Junkeren       | definitivo |
| D      | Magne Simonsen         |                | svincolato |
| D      | Martin Thømt Jensen    |                | svincolato |
| D      | Erik Tønne             |                | svincolato |
| C      | Patrik Karoliussen     | Follo          | definitivo |
| A      | Monir Benmoussa        | Bærum          | definitivo |
| A      | Mats André Kaland      |                | svincolato |
| A      | Sanel Kapidžić         |                | svincolato |
| A      | Moustapha N'Diaye      | Slovan Liberec | definitivo |
| A      | Badr Rahhaoui          |                | svincolato |

| Partenze | Partenze                 | Partenze  | Partenze      |
| R.       | Nome                     | a         | Modalità      |
| -------- | ------------------------ | --------- | ------------- |
| P        | Alexander Vangen         |           | svincolato    |
| D        | Loïc Abenzoar            |           | svincolato    |
| D        | Johan Hammar             | Malmö FF  | fine prestito |
| D        | Sal Jobarteh             |           | svincolato    |
| D        | Hermann Pleple           |           | svincolato    |
| D        | Simen Rafn               |           | svincolato    |
| C        | Julius Adaramola         |           | svincolato    |
| C        | Christian Berg           |           | ritiro        |
| C        | Amin Nazari              | Malmö FF  | fine prestito |
| A        | Kenneth Di Vita Jensen   |           | svincolato    |
| A        | Henrik Kjelsrud Johansen | Odd       | fine prestito |
| A        | Tim André Nilsen         | Mjøndalen | fine prestito |
| A        | Dag Alexander Olsen      |           | svincolato    |

### Tra le due sessioni
| Arrivi | Arrivi | Arrivi | Arrivi   |
| R.     | Nome   | da     | Modalità |
| ------ | ------ | ------ | -------- |

| Partenze | Partenze          | Partenze | Partenze |
| R.       | Nome              | a        | Modalità |
| -------- | ----------------- | -------- | -------- |
| C        | Andreas Aalbu     | Varberg  | prestito |
| A        | Mats André Kaland | Varberg  | prestito |

### Sessione estiva(dal 21/07 al 17/08)
| Arrivi | Arrivi           | Arrivi       | Arrivi     |
| R.     | Nome             | da           | Modalità   |
| ------ | ---------------- | ------------ | ---------- |
| D      | Brice Wembangomo | Sarpsborg 08 | prestito   |
| A      | Ulrik Flo        |              | svincolato |

| Partenze | Partenze | Partenze | Partenze |
| R.       | Nome     | a        | Modalità |
| -------- | -------- | -------- | -------- |

## Risultati

### 1. divisjon

#### Girone di andata
| Arbitro: | Tennøy (Bergen) |

|                        |           |                       |
| Kapidžić 31’ Begby 36’ | Marcatori | 12’ Voll 71’, 88’ Bye |

| Strømmen 10 aprile 2016, ore 15:30 2ª giornata | Strømmen       | 0 – 0 referto | Fredrikstad | Strømmen Stadion (1.038 spett.)\| Arbitro: \| Hauge (Bergen) \| |
| Arbitro:                                       | Hauge (Bergen) |               |             |                                                                 |

| Arbitro: | Hansen (Oslo) |

|  |           |           |
|  | Marcatori | 71’ Bamba |

| Arbitro: | Saggi (Drammen) |

|                              |           |                 |
| Schulze 23’ Engblom 35’, 42’ | Marcatori | 5’ (rig.) Tønne |

| Arbitro: | Lundby (Bøverbru) |

|                  |           |                       |
| Tønne 86’ (rig.) | Marcatori | 71’ Mjelde 90’ Fevang |

| Arbitro: | Hagenes (Marikollen) |

|             |           |                  |
| Solberg 83’ | Marcatori | 7’, 87’ Kapidžić |

| Arbitro: | Haugen (Rælingen) |

|                                                       |           |  |
| Gundersen 14’ Gauseth 45’ Pellegrino 53’ Lindseth 90’ | Marcatori |  |

| Arbitro: | Jonsson Trædal (Oslo) |

|              |           |                |
| Kapidžić 58’ | Marcatori | 65’ Aganspahić |

| Arbitro: | Følstad Skarsem (Trondheim) |

|                                   |           |  |
| Herrem 35’, 53’ Ueland 67’ (rig.) | Marcatori |  |

| Arbitro: | Moen (Lillestrøm) |

|             |           |  |
| Straith 13’ | Marcatori |  |

| Arbitro: | Gjermshus (Oslo) |

|             |           |  |
| Jenssen 31’ | Marcatori |  |

| Arbitro: | Saggi (Drammen) |

|                         |           |             |
| Kapidžić 28’ Åsheim 49’ | Marcatori | 56’ Skartun |

| Arbitro: | Hansen (Oslo) |

|               |           |                                     |
| Ellingsen 58’ | Marcatori | 28’ Kapidžić 81’ Johansen Westgaard |

| Arbitro: | Hauge (Bergen) |

|              |           |          |
| Kapidžić 33’ | Marcatori | 9’ Obeng |

| Ranheim 29 giugno 2016, ore 19:00 15ª giornata | Ranheim              | 0 – 0 referto | Fredrikstad | Ranheim Arena (1.583 spett.)\| Arbitro: \| Hagenes (Marikollen) \| |
| Arbitro:                                       | Hagenes (Marikollen) |               |             |                                                                    |

#### Girone di ritorno
| Fredrikstad 5 luglio 2016, ore 19:00 16ª giornata | Fredrikstad     | 0 – 0 referto | Sandnes Ulf | Fredrikstad Stadion (3.694 spett.)\| Arbitro: \| Amland (Bergen) \| |
| Arbitro:                                          | Amland (Bergen) |               |             |                                                                     |

| Arbitro: | Tennøy (Bergen) |

|                           |           |             |
| Lekaj 45’ Gondra Krug 54’ | Marcatori | 13’ N'Diaye |

| Arbitro: | Hansen (Oslo) |

|  |           |                |
|  | Marcatori | 23’ Sælid Sell |

| Arbitro: | Smehus Kringstad (Oslo) |

|        |           |  |
| Bye 9’ | Marcatori |  |

| Arbitro: | Hagenes (Marikollen) |

|                                                              |           |              |
| Flo 6’ Tønne 37’ (rig.) Kapidžić 43’ (rig.), 60’ N'Diaye 90’ | Marcatori | 70’ Krogstad |

| Arbitro: | Haugen (Rælingen) |

|                           |           |                      |
| Dahl 37’ (rig.) Obeng 88’ | Marcatori | 45’ Brix 90’ Straith |

| Arbitro: | Moen (Oslo) |

|                                                    |           |                                   |
| Begby 23’ Pallesen Knudsen 30’ (aut.) Kapidžić 85’ | Marcatori | 12’ Pallesen Knudsen 89’ Soltvedt |

| Arbitro: | Tennøy (Bergen) |

|                                |           |              |
| Flo 37’ Johansen Westgaard 78’ | Marcatori | 90’ Andersen |

| Arbitro: | Hansen (Oslo) |

|                        |           |                      |
| Wrele 30’ Kallevåg 68’ | Marcatori | 25’ Kapidžić 64’ Flo |

| Arbitro: | Saggi (Drammen) |

|                        |           |                   |
| Begby 27’ Kapidžić 54’ | Marcatori | 41’ Østigård Ness |

| Arbitro: | Hauge (Bergen) |

|                             |           |           |
| Kovács 58’ Tønne 72’ (aut.) | Marcatori | 24’ Begby |

| Arbitro: | Hansen (Oslo) |

|         |           |                                                                                        |
| Flo 16’ | Marcatori | 11’ (rig.), 33’, 41’ (rig.), 50’ Stene 76’ Sørløkk 87’ Flatgård 90’ (rig.) Reginiussen |

| Kristiansund 16 ottobre 2016, ore 15:00 28ª giornata | Kristiansund BK      | 0 – 0 referto | Fredrikstad | Kristiansund Stadion (3.026 spett.)\| Arbitro: \| Hagenes (Marikollen) \| |
| Arbitro:                                             | Hagenes (Marikollen) |               |             |                                                                           |

| Arbitro: | Smehus Kringstad (Oslo) |

|         |           |              |
| Flo 32’ | Marcatori | 42’ Vennberg |

| Arbitro: | Hagenes (Marikollen) |

|                              |           |         |
| Khalili 25’, 41’ Holmvik 77’ | Marcatori | 88’ Flo |

### Norgesmesterskapet
| Arbitro: | Koløy |

|                    |           |                           |
| Lunde 82’ Hoti 95’ | Marcatori | 89’, 118’ Begby 105’ Brix |

| Moss 27 aprile 2016, ore 18:00 Secondo turno                                    | Moss      | 1 – 2 referto                | Fredrikstad | Melløs Stadion (1.278 spett.) |
| \| \| \| \| \| Ajeti 85’ (rig.) \| Marcatori \| 24’ Karoliussen 26’ Kapidžić \| |           |                              |             |                               |
|                                                                                 |           |                              |             |                               |
| Ajeti 85’ (rig.)                                                                | Marcatori | 24’ Karoliussen 26’ Kapidžić |             |                               |

| Arbitro: | Kjensli (Oslo) |

|           |           |                                                      |
| Tønne 30’ | Marcatori | 44’ Mortensen 60’ Heieren Hansen 72’ (rig.) Ernemann |

## Statistiche

### Statistiche di squadra
| Competizione       | Punti | In casa | In casa | In casa | In casa | In casa | In casa | In trasferta | In trasferta | In trasferta | In trasferta | In trasferta | In trasferta | Totale | Totale | Totale | Totale | Totale | Totale | DR  |
| Competizione       | Punti | G       | V       | N       | P       | Gf      | Gs      | G            | V            | N            | P            | Gf           | Gs           | G      | V      | N      | P      | Gf     | Gs     | DR  |
| ------------------ | ----- | ------- | ------- | ------- | ------- | ------- | ------- | ------------ | ------------ | ------------ | ------------ | ------------ | ------------ | ------ | ------ | ------ | ------ | ------ | ------ | --- |
| 1. divisjon        | 33    | 15      | 6       | 4       | 5       | 22      | 23      | 15           | 2            | 5            | 8            | 12           | 25           | 30     | 8      | 9      | 13     | 34     | 48     | -14 |
| Norgesmesterskapet | -     | 1       | 0       | 0       | 1       | 1       | 3       | 2            | 2            | 0            | 0            | 5            | 3            | 3      | 2      | 0      | 1      | 6      | 6      | 0   |
| Totale             | -     | 16      | 6       | 4       | 6       | 23      | 26      | 17           | 4            | 5            | 8            | 17           | 28           | 33     | 10     | 9      | 14     | 40     | 54     | -14 |

### Andamento in campionato
| Giornata  | 1  | 2  | 3  | 4  | 5  | 6  | 7  | 8  | 9  | 10 | 11 | 12 | 13 | 14 | 15 | 16 | 17 | 18 | 19 | 20 | 21 | 22 | 23 | 24 | 25 | 26 | 27 | 28 | 29 | 30 |
| --------- | -- | -- | -- | -- | -- | -- | -- | -- | -- | -- | -- | -- | -- | -- | -- | -- | -- | -- | -- | -- | -- | -- | -- | -- | -- | -- | -- | -- | -- | -- |
| Luogo     | C  | T  | C  | T  | C  | T  | T  | C  | T  | C  | T  | C  | T  | C  | T  | C  | T  | C  | T  | C  | T  | C  | C  | T  | C  | T  | C  | T  | C  | T  |
| Risultato | P  | N  | P  | P  | P  | V  | P  | N  | P  | V  | P  | V  | V  | N  | N  | N  | P  | P  | P  | V  | N  | V  | V  | N  | V  | P  | P  | N  | N  | P  |
| Posizione | 12 | 12 | 16 | 16 | 16 | 15 | 15 | 16 | 16 | 15 | 15 | 14 | 12 | 12 | 12 | 13 | 13 | 14 | 14 | 13 | 14 | 12 | 10 | 10 | 10 | 10 | 11 | 11 | 11 | 11 |

Fonte:  OBOS-ligaen 2016, su altomfotball.no, Altomfotball.
Legenda:

Luogo: C = Casa; T = Trasferta. Risultato: V = Vittoria; N = Pareggio; P = Sconfitta.

### Statistiche dei giocatori
| Giocatore             | 1. divisjon | 1. divisjon | 1. divisjon | 1. divisjon | Norgesmesterskapet | Norgesmesterskapet | Norgesmesterskapet | Norgesmesterskapet | Coppe europee | Coppe europee | Coppe europee | Coppe europee | Altre coppe | Altre coppe | Altre coppe | Altre coppe | Totale   | Totale | Totale      | Totale     |
| Giocatore             | Presenze    | Reti        | Ammonizioni | Espulsioni  | Presenze           | Reti               | Ammonizioni        | Espulsioni         | Presenze      | Reti          | Ammonizioni   | Espulsioni    | Presenze    | Reti        | Ammonizioni | Espulsioni  | Presenze | Reti   | Ammonizioni | Espulsioni |
| --------------------- | ----------- | ----------- | ----------- | ----------- | ------------------ | ------------------ | ------------------ | ------------------ | ------------- | ------------- | ------------- | ------------- | ----------- | ----------- | ----------- | ----------- | -------- | ------ | ----------- | ---------- |
| A. Aalbu              | 15          | 0           | 0           | 0           | 3                  | 0                  | 0                  | 0                  |               |               |               |               |             |             |             |             | 18       | 0      | 0           | 0          |
| A. Akinyemi           | 22          | 0           | 1           | 0           | 3                  | 0                  | 0                  | 0                  |               |               |               |               |             |             |             |             | 25       | 0      | 1           | 0          |
| H. Åsheim             | 27          | 1           | 4           | 0           | 3                  | 0                  | 2                  | 0                  |               |               |               |               |             |             |             |             | 30       | 1      | 6           | 0          |
| L. Begby              | 29          | 4           | 1           | 0           | 3                  | 2                  | 0                  | 0                  |               |               |               |               |             |             |             |             | 32       | 6      | 1           | 0          |
| M. Benmoussa          | 4           | 0           | 0           | 0           | 0                  | 0                  | 0                  | 0                  |               |               |               |               |             |             |             |             | 4        | 0      | 0           | 0          |
| K. Brix               | 29          | 1           | 3           | 0           | 3                  | 1                  | 0                  | 0                  |               |               |               |               |             |             |             |             | 32       | 2      | 3           | 0          |
| A. Farah Ali          | 2           | 0           | 0           | 0           | 0                  | 0                  | 0                  | 0                  |               |               |               |               |             |             |             |             | 2        | 0      | 0           | 0          |
| U. Flo                | 10          | 6           | 2           | 0           | -                  | -                  | -                  | -                  |               |               |               |               |             |             |             |             | 10       | 6      | 2           | 0          |
| H. Grøntvedt Jenssen  | 9           | -9          | 0           | 0           | 2                  | -3                 | 0                  | 0                  |               |               |               |               |             |             |             |             | 11       | -12    | 0           | 0          |
| T. Halvorsen          | 0           | 0           | 0           | 0           | 0                  | 0                  | 0                  | 0                  |               |               |               |               |             |             |             |             | 0        | 0      | 0           | 0          |
| F. Johansen Westgaard | 21          | 2           | 0           | 0           | 0                  | 0                  | 0                  | 0                  |               |               |               |               |             |             |             |             | 21       | 2      | 0           | 0          |
| M. Kaland             | 7           | 0           | 0           | 0           | 3                  | 0                  | 0                  | 0                  |               |               |               |               |             |             |             |             | 10       | 0      | 0           | 0          |
| S. Kapidžić           | 28          | 12          | 3           | 0           | 3                  | 1                  | 1                  | 0                  |               |               |               |               |             |             |             |             | 31       | 13     | 4           | 0          |
| P. Karoliussen        | 26          | 0           | 4           | 0           | 2                  | 1                  | 1                  | 0                  |               |               |               |               |             |             |             |             | 28       | 1      | 5           | 0          |
| P. Kristiansen        | 21          | -39         | 0           | 0           | 1                  | -3                 | 0                  | 0                  |               |               |               |               |             |             |             |             | 22       | -42    | 0           | 0          |
| J. Masalin            | 0           | -0          | 0           | 0           | 0                  | -0                 | 0                  | 0                  |               |               |               |               |             |             |             |             | 0        | 0      | 0           | 0          |
| M. N'Diaye            | 29          | 2           | 4           | 0           | 3                  | 0                  | 1                  | 0                  |               |               |               |               |             |             |             |             | 32       | 2      | 5           | 0          |
| S. Nystrøm            | 1           | 0           | 0           | 0           | 0                  | 0                  | 0                  | 0                  |               |               |               |               |             |             |             |             | 1        | 0      | 0           | 0          |
| B. Rahhaoui           | 5           | 0           | 0           | 0           | 2                  | 0                  | 1                  | 0                  |               |               |               |               |             |             |             |             | 7        | 0      | 1           | 0          |
| R. Risholt            | 7           | 0           | 2           | 0           | 0                  | 0                  | 0                  | 0                  |               |               |               |               |             |             |             |             | 7        | 0      | 2           | 0          |
| N. Sansara            | 9           | 0           | 0           | 0           | 2                  | 0                  | 1                  | 0                  |               |               |               |               |             |             |             |             | 11       | 0      | 1           | 0          |
| M. Simonsen           | 18          | 0           | 0           | 0           | 2                  | 0                  | 2                  | 0                  |               |               |               |               |             |             |             |             | 20       | 0      | 2           | 0          |
| A. Straith            | 30          | 2           | 1           | 0           | 3                  | 0                  | 0                  | 0                  |               |               |               |               |             |             |             |             | 33       | 2      | 1           | 0          |
| M. Thømt Jensen       | 25          | 0           | 3           | 0           | 1                  | 0                  | 0                  | 0                  |               |               |               |               |             |             |             |             | 26       | 0      | 3           | 0          |
| E. Tønne              | 28          | 3           | 2           | 1           | 3                  | 1                  | 1                  | 0                  |               |               |               |               |             |             |             |             | 31       | 4      | 3           | 1          |
| B. Wembangomo         | 9           | 0           | 4           | 1           | -                  | -                  | -                  | -                  |               |               |               |               |             |             |             |             | 9        | 0      | 4           | 1          |